# Владан Недић
Владан Недић (Пласковац, 10. јул 1920 — Београд, 18. септембар 1975) српски је књижевни историчар.

## Биографија
Отац му се звао Мирослав Недић, а мајка Славка Недић (Благојевић) и обоје су били учитељи. Основну школу је завршио у Смедереву, а гимназију у Смедереву и Београду (1938). Југословенску и руску књижевност студирао је на филозофском факултету у Београду (1938—1941). Од новембра 1944. до марта 1946. године био је у ЈНА. Дипломирао је 1946. године. Једно време био је библиотекар у Библиотека Друштва за културну сарадњу Југославије и СССР и у Централној библиотеци САНУ. На Филозофском факултету у Београду био је асистент за народну књижевност, доцент, ванредни и редовни професор. Држао је предавања на Филозофском факултету у Новом Саду и Приштини. Оженио се 1946. године Надеждом Јовановић и са њом је имао две кћери.
Докторску дисертацију је одбранио 1958. године на Филолошком факултету Београду са темом Живот и рад Симе Милутиновића.
Припада генерацији послератних историчара књижевности. Објавио је велики број расправа, студија и прилога о појединим писцима и појавама у српској књижевности. Две највеће области његовог деловања биле су књижевност XIX и ХХ века и народна поезија. У његов књижевноисторијски рад укључени су велики број библиографија, научних приказа и стручних реферата, више критичких издања народних песама, антологија усменог лирског песништва, као и неколико избора из књижевних дела наших писаца (Његоша, Змаја, Лазе Лазаревића, Ћоровића и Ракића).
Владан Недић није био само књижевни историчар. Његов књижевни рад започео је 1941. године приказом три нове књиге два српска велика писца: Стевана Сремца и Лазе Костића, а наставио се преводилачком делатношћу, делатношћу књижевног критичара и хроничара књижевности (преводи из руске и украјинске књижевности, огледи о писцима тих књижевности и прикази њихових дела). Годинама је уређивао научне часописе („Прилози за књижевност, језик, историју и фолклор]]“, „Ковчежић“), учествовао је и у изради критичког издања Сабраних дела Вука Стефановића Караџића и осталих српских писаца. Све до своје смрти, заједно са Радованом Самарџићем, био је уредник Српског биографског речника.
Специфичност његове методе огледа се у томе да су сви његови радови засновани на темељним истраживањима. Током времена постао је историчар наше усмене књижевности и у његовом раду се очитује занимање за широк круг њених проблема којима је прилазио са различитих аспеката. Издвојено место припада његовим радовима у којима је приказивао и оцењивао збирке неких новијих, па чак и савремених сакупљача народне поезије (Ивана Јастребова, Момчила Златановића, Љубише Рајковића...).

## Дела
- Сима Милутиновић Сарајлија, Београд, 1959. год.
- Филип Вишњић, Београд., 1961.,1964. год.
- Антологија југословенске народне поезије, Београд, 1962. године, и под насловом Антологија народних лирских песама, Београд, 1969. год.
- О усменом песништву, Београд,1976. год.
- Вукови певачи, Нови Сад, 1964. год.

Преводи са руског:
- А Первенцев Космолошки одред, Нови Сад, 1974. год.
- Н. Ф. Бељчиков Н. Г. Черишевски Београд, 1948. год.
- А. Мускатов Стожери, Београд, 1951. год.
- И. К. Куњин, Васко де Гама, Београд, 2006.

Преводи са украјинског:
- М. Коцјубински „Фатаморгана“, Нови Сад, 1955. год.